# Volksbank Bönen
Die Volksbank Bönen eG ist eine Genossenschaftsbank mit Sitz in der Gemeinde Bönen im Kreis Unna.

## Geschichte
Die heutige Volksbank Bönen eG wurde am 11. März 1896 als Spar- und Darlehnskasse eGmuH gegründet und hat sich bis heute ihre Eigenständigkeit bewahrt.

## Rechtsverhältnisse
Die Volksbank Bönen eG (lt. GnR „Volksbank Bönen e.G.“) ist im Genossenschaftsregister beim Amtsgericht Hamm unter GnR 132 eingetragen.

## Organisationsstruktur
Rechtsgrundlagen sind das Genossenschaftsgesetz und die durch die Vertreterversammlung beschlossene Satzung. Organe der Bank sind der Vorstand, der Aufsichtsrat und die Vertreterversammlung.

## Sicherungseinrichtung
Die Volksbank Bönen eG ist der amtlich anerkannten Sicherungseinrichtung des Bundesverbandes der Deutschen Volksbanken und Raiffeisenbanken GmbH und der zusätzlichen freiwilligen Sicherungseinrichtung des Bundesverbandes der Deutschen Volksbanken und Raiffeisenbanken e.V. angeschlossen.

## Geschäftsausrichtung
Die Volksbank Bönen eG betreibt das Universalbankgeschäft. Im Verbundgeschäft arbeitet sie mit der DZ Bank, R+V Versicherung, Bausparkasse Schwäbisch Hall, Teambank, VR Leasing,  DZ Hyp und der Union Investment zusammen.

## Geschäftsgebiet
Das Geschäftsgebiet liegt im Osten des Kreises Unna.  
Alle Geschäftsstellen befinden sich in Bönen.